# Yeferson Soteldo
Yeferson Julio Soteldo Martínez (Acarigua, 30 de junho de 1997) é um futebolista venezuelano que atua como ponta-esquerda ou meio-campista no Fluminense.

## Carreira em clubes

### Zamora
Estreou profissionalmente no dia 15 de setembro de 2013, no empate em 0–0 contra o Atlético Venezuela. Em 28 de janeiro de 2015, marcou seu primeiro gol como profissional na vitória por 4–2 sobre o Carabobo.
A temporada de 2015 foi quando Soteldo marcou mais gols na carreira até aqui. Foram 12 bolas na rede no ano em que conquistou seu primeiro título profissional, o Campeonato Venezuelano.
Com o destaque em 2015, no fim do ano seguinte acabou acertando a transferência para o Huachipato do Chile. Sua última partida foi em 11 de dezembro de 2016, na vitória do Zamora por 2–1 para cima do Zulia.

### Huachipato
No dia 22 de dezembro de 2016, Soteldo foi apresentado oficialmente pelo Huachipato. Foi pouco aproveitado no clube, entrando em campo 14 vezes pelo campeonato nacional.

### Universidad de Chile

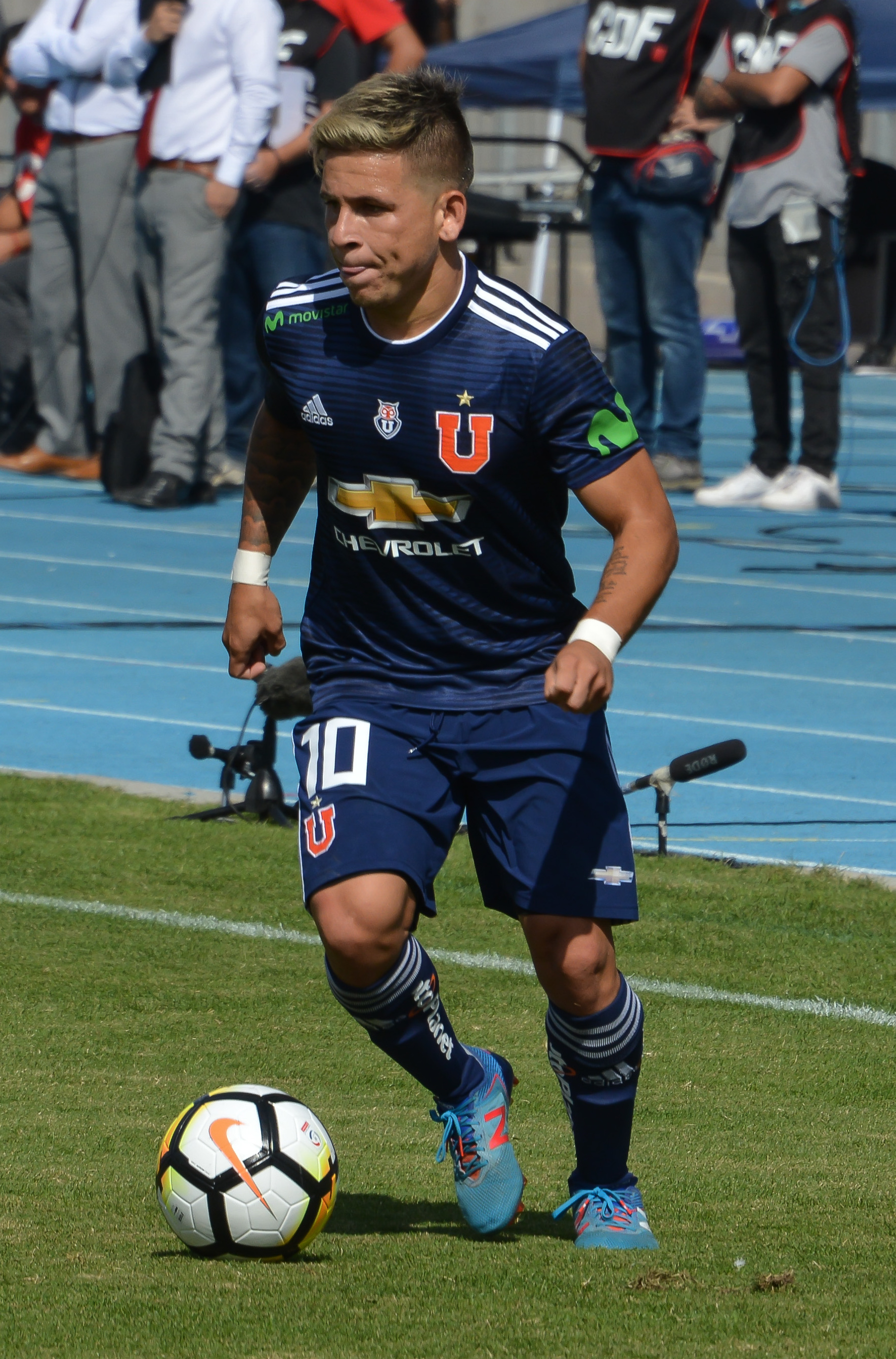
Soteldo atuando pela Universidad de Chile durante uma partida contra o Colo-Colo

Já no dia 11 de janeiro de 2018, foi anunciado por empréstimo pela Universidad de Chile. No total pela Universidad, atuou em 37 partidas e marcou sete gols.

### Santos
No dia 12 de janeiro de 2019, Soteldo foi anunciado pelo Santos, assinando por quatro anos com o Peixe, recebendo a mítica camisa 10. O negócio foi fechado por pagará 3,5 milhões de dólares por 50% dos direitos do jogador.
Marcou seu primeiro gol com a camisa santista no dia 24 de janeiro, o terceiro da goleada por 4–0 sobre o São Bento, pelo Campeonato Paulista. Nesta primeira passagem, disputou 105 jogos, anotando 20 gols e distribuindo 17 assistências. Fez parte do elenco vice-campeão brasileiro em 2019 e vice da Libertadores de 2020.

### Toronto FC
Em 24 de abril de 2021, o Santos anunciou que Soteldo foi vendido ao Toronto FC, do Canadá, por 6 milhões de dólares. Foi apresentado oficialmente pelo seu novo clube no dia 6 de maio, tendo escolhido a camisa 30, a mesma que seu compatriota Josef Martínez usou quando jogou no clube. A passagem de Soteldo pelo Canadá não foi boa assim ele deixou o Toronto com quatro gols e distribuiu seis assistências em 25 jogos.

### Tigres UANL
Em 31 de janeiro de 2022, foi anunciado pelo Tigres UANL, do México. Soteldo deixou o clube mexicano após seis meses, em uma passagem marcada por 19 jogos, um golo e várias polêmicas, que desgastaram a relação entre o jogador e a direção do Tigre.

### Retorno ao Santos

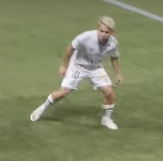
Soteldo em 2022, durante uma partida contra o Palmeiras

No dia 11 de agosto de 2022, o Santos anunciou o retorno de Yeferson Soteldo, por um contrato de empréstimo com opção de compra até julho de 2023.
Em 16 de junho de 2023, o Santos anunciou a sua compra em definitivo, com contrato até junho de 2027. No dia 1 de outubro, numa vitória por 4–1 contra o Vasco da Gama, válida pelo Campeonato Brasileiro, Soteldo protagonizou um lance polêmico ao subir na bola e provocar os jogadores vascaínos. O lance acabou gerando muita repercussão nas redes sociais. Nessa temporada, o jogador terminou com apenas um gol e oito assistências em 32 partidas, sem títulos e rebaixado no Brasileirão junto com o Santos. Soteldo entre 2022 e 2023 participou de 39 jogos pelo Santos, ele esteve em exatamente 50% dos compromissos do time. Solteldo apresentou vários problemas médicos e disciplinares no período

### Empréstimo ao Grêmio
Soteldo foi anunciado pelo Grêmio no dia 22 de dezembro de 2023, com um contrato de empréstimo junto ao Santos por apenas uma temporada. Estreou pelo Tricolor no dia 20 de janeiro de 2024, numa derrota por 2–1 para o Caxias do Sul, de virada, no estádio Centenário. No dia 24 de janeiro, marcou seu primeiro gol e deu sua primeira assistência pelo Grêmio na goleada por 4–1 contra o São José, válida pelo Campeonato Gaúcho.
Após se recuperar de uma lesão, Soteldo voltou a vestir a camisa Tricolor no dia 26 de março, atuando por mais de 20 minutos diante do Caxias. Seu último jogo havia sido no dia 31 de janeiro, quando sofreu uma lesão na vitória do Grêmio sobre o Juventude, pela quarta rodada da primeira fase do estadual. Passados 56 dias, o camisa 7 voltou aos gramados.
Soteldo terminou sua temporada pelo Tricolor como titular absoluto, disputando 40 jogos, nos quais marcou sete gols e deu quatro assistências.

### Retorno ao Santos

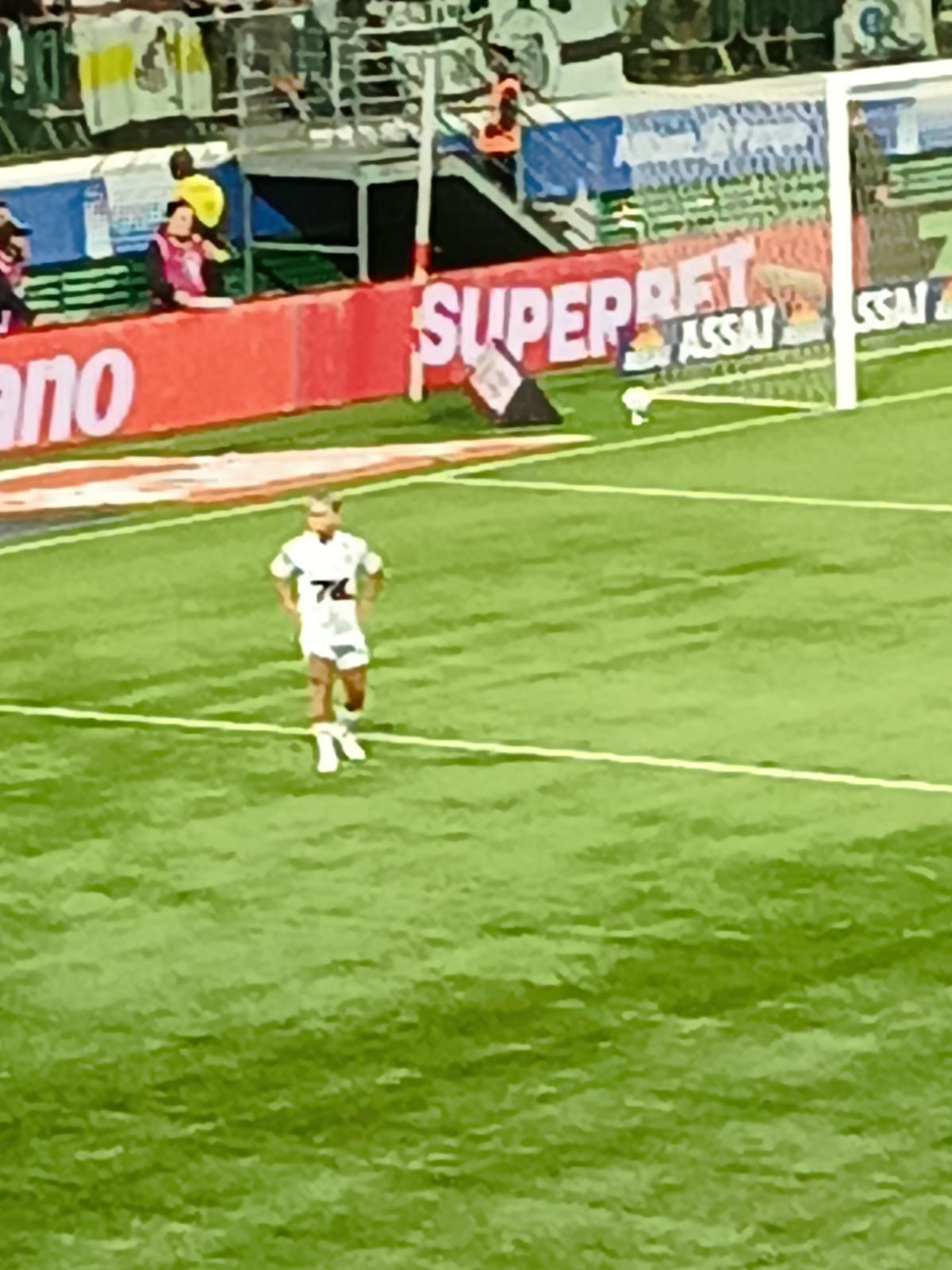
Soteldo atuando contra o Ceará em 2025

Em 3 de janeiro de 2025, se reapresentou no Santos. Soteldo fez sua "reestreia" com a camisa do Peixe no dia 16 de janeiro, na vitória de 2–1 sobre o Mirassol, dando a assistência pro primeiro gol da partida, marcado por Guilherme. De modo diferente, o jogador atuou mais centralizado no meio-campo durante a partida, como um camisa 10, algo que não ocorria desde de sua primeira passagem pelo clube, em 2019. Após a chegada de Benjamín Rollheiser e o retorno de Neymar, no entanto, o venezuelano perdeu espaço no setor.

### Fluminense
Em 6 de junho de 2025, foi veiculado que o Fluminense havia aberto negociações para a contratação do atacante. O Tricolor fez uma proposta que, inicialmente, não agradou à diretoria do clube santista em relação a valores. No dia seguinte, o clube carioca subiu o valor da operação de compra, mas o Santos seguiu resistente, tanto em relação ao parcelamento quanto à dificuldade que teria para repor a saída do jogador no mercado. O fator definitivo para a concretização do acordo partiu do próprio Soteldo, que, em conversa com o presidente do clube paulista, Marcelo Teixeira, informou seu desejo de que a venda fosse concluída. Não desejando manter um jogador insatisfeito no elenco, o mandatário concordou em vendê-lo ao Fluminense, que insistiu na contratação a pedido do treinador Renato Gaúcho, com quem trabalhou no Grêmio e que via carências no setor ofensivo do tricolor.
Com as cláusulas previstas em contrato, o desenho da operação pelo Santos e caso o Fluminense não revenda o jogador até o final do ano, o valor total da operação será de US$ 8 milhões (cerca de R$ 44 milhões), se tornando a maior compra da história do Fluminense — ultrapassando a aquisição de Thiago Neves junto ao Al-Hilal, em 2012.
Soteldo se apresentou ao Fluminense direto nos Estados Unidos, para a disputa da Copa do Mundo de Clubes da FIFA. No entanto, o jogador sofreu uma lesão muscular grau 2 enquanto atuava pela Venezuela em partida válida pelas eliminatórias e desfalcou o clube durante toda a fase de grupos. Ele se recuperou a tempo de fazer sua estreia na semifinal do torneio, substituindo Nonato no segundo tempo da derrota por 2–0 para o Chelsea.

## Seleção Venezuelana

### Sub-20
No dia 4 de janeiro de 2017, foi convocado para a disputa do Sul-Americano Sub-20. Estreou com empate em 0–0 contra o Uruguai, também foi vice campeão do Mundial Sub-20, com destaque.

### Principal

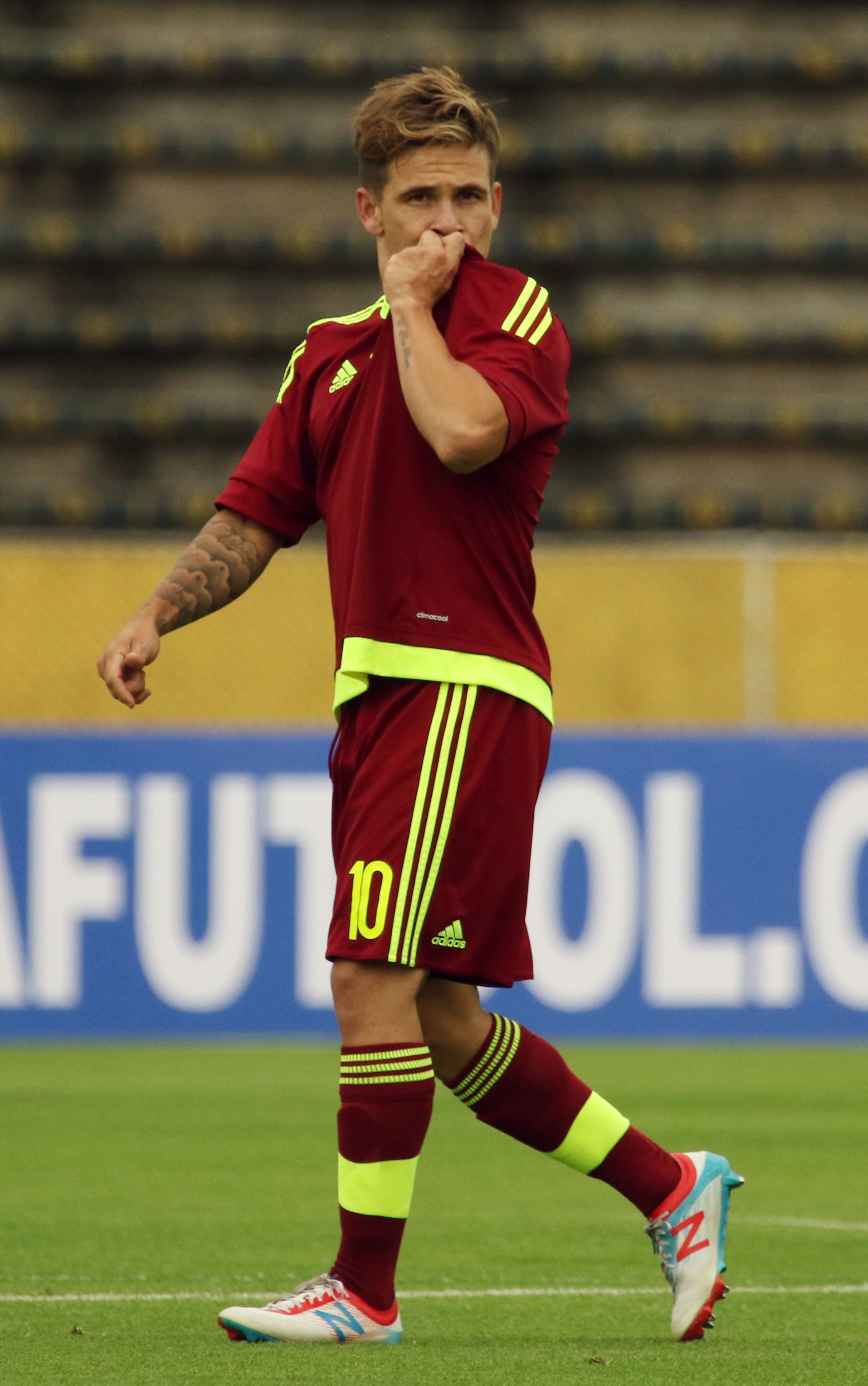
Soteldo atuando pela Venezuela em 2017

Estreou no dia 3 de fevereiro de 2016, numa vitória por 1–0 sobre a Costa Rica.

## Estatísticas
Atualizadas até 31 de julho de 2025

### Clubes
| Equipe               | Temporada         | Campeonato nacional | Campeonato nacional | Campeonato nacional | Copa nacional[a] | Copa nacional[a] | Copa nacional[a] | Competições continentais[b] | Competições continentais[b] | Competições continentais[b] | Outros torneios[c] | Outros torneios[c] | Outros torneios[c] | Total | Total | Total   |
| Equipe               | Temporada         | Jogos               | Gols                | Assist.             | Jogos            | Gols             | Assist.          | Jogos                       | Gols                        | Assist.                     | Jogos              | Gols               | Assist.            | Jogos | Gols  | Assist. |
| -------------------- | ----------------- | ------------------- | ------------------- | ------------------- | ---------------- | ---------------- | ---------------- | --------------------------- | --------------------------- | --------------------------- | ------------------ | ------------------ | ------------------ | ----- | ----- | ------- |
| Zamora               | 2013–14           | 3                   | 0                   | 0                   | —                | —                | —                | —                           | —                           | —                           | —                  | —                  | —                  | 3     | 0     | 0       |
| Zamora               | 2014–15           | 27                  | 3                   | 9                   | —                | —                | —                | 5                           | 0                           | 0                           | —                  | —                  | —                  | 32    | 3     | 9       |
| Zamora               | 2015              | 21                  | 12                  | 7                   | 3                | 0                | 1                | 2                           | 1                           | 0                           | —                  | —                  | —                  | 26    | 13    | 8       |
| Zamora               | 2016              | 33                  | 6                   | 12                  | 1                | 1                | 0                | 4                           | 1                           | 0                           | —                  | —                  | —                  | 38    | 8     | 12      |
| Zamora               | Total             | 84                  | 21                  | 28                  | 4                | 1                | 1                | 11                          | 2                           | 0                           | 0                  | 0                  | 0                  | 99    | 24    | 29      |
| Huachipato           | 2017              | 22                  | 2                   | 6                   | 7                | 4                | 3                | —                           | —                           | —                           | —                  | —                  | —                  | 29    | 6     | 9       |
| Huachipato           | Total             | 22                  | 2                   | 6                   | 7                | 4                | 3                | 0                           | 0                           | 0                           | 0                  | 0                  | 0                  | 29    | 6     | 9       |
| Universidad de Chile | 2018              | 26                  | 5                   | 7                   | 6                | 2                | 2                | 5                           | 0                           | 0                           | —                  | —                  | —                  | 37    | 7     | 9       |
| Universidad de Chile | Total             | 26                  | 5                   | 7                   | 6                | 2                | 2                | 5                           | 0                           | 0                           | 0                  | 0                  | 0                  | 37    | 7     | 9       |
| Santos               | 2019              | 32                  | 9                   | 5                   | 8                | 1                | 2                | 2                           | 1                           | 0                           | 9                  | 1                  | 0                  | 51    | 12    | 7       |
| Santos               | 2020              | 24                  | 4                   | 5                   | 2                | 0                | 0                | 11                          | 2                           | 2                           | 9                  | 1                  | 2                  | 46    | 7     | 9       |
| Santos               | 2021              | —                   | —                   | —                   | —                | —                | —                | 5                           | 1                           | 0                           | 3                  | 0                  | 0                  | 8     | 1     | 0       |
| Santos               | 2022              | 7                   | 0                   | 1                   | —                | —                | —                | —                           | —                           | —                           | —                  | —                  | —                  | 7     | 0     | 1       |
| Santos               | 2023              | 22                  | 1                   | 6                   | 2                | 0                | 1                | 4                           | 0                           | 0                           | 4                  | 0                  | 1                  | 32    | 1     | 8       |
| Santos               | 2025              | 5                   | 0                   | 0                   | 0                | 0                | 0                | 0                           | 0                           | 0                           | 12                 | 0                  | 1                  | 17    | 0     | 2       |
| Santos               | Total             | 90                  | 14                  | 17                  | 12               | 1                | 3                | 22                          | 4                           | 2                           | 32                 | 2                  | 4                  | 161   | 21    | 27      |
| Toronto FC           | 2021              | 24                  | 3                   | 6                   | 2                | 1                | 0                | —                           | —                           | —                           | —                  | —                  | —                  | 26    | 4     | 6       |
| Toronto FC           | Total             | 24                  | 3                   | 6                   | 2                | 1                | 0                | 0                           | 0                           | 0                           | 0                  | 0                  | 0                  | 26    | 4     | 6       |
| Tigres UANL          | 2021–22           | 16                  | 1                   | 1                   | —                | —                | —                | —                           | —                           | —                           | —                  | —                  | —                  | 16    | 1     | 1       |
| Tigres UANL          | 2022–23           | 3                   | 0                   | 0                   | —                | —                | —                | —                           | —                           | —                           | —                  | —                  | —                  | 3     | 0     | 0       |
| Tigres UANL          | Total             | 19                  | 1                   | 1                   | 0                | 0                | 0                | 0                           | 0                           | 0                           | 0                  | 0                  | 0                  | 19    | 1     | 1       |
| Grêmio               | 2024              | 24                  | 5                   | 2                   | 3                | 0                | 1                | 7                           | 1                           | 0                           | 7                  | 1                  | 1                  | 41    | 7     | 4       |
| Grêmio               | Total             | 24                  | 5                   | 2                   | 3                | 0                | 1                | 7                           | 1                           | 0                           | 7                  | 1                  | 1                  | 41    | 7     | 4       |
| Fluminense           | 2025              | 4                   | 0                   | 0                   | 1                | 0                | 0                | 0                           | 0                           | 0                           | 1                  | 0                  | 0                  | 6     | 0     | 0       |
| Fluminense           | Total             | 4                   | 0                   | 0                   | 1                | 0                | 0                | 0                           | 0                           | 0                           | 1                  | 0                  | 0                  | 6     | 0     | 0       |
| Total na carreira    | Total na carreira | 293                 | 51                  | 67                  | 35               | 9                | 10               | 45                          | 7                           | 2                           | 40                 | 3                  | 5                  | 418   | 70    | 85      |

- a. ^ Jogos da Copa Venezuela, Copa Chile, Copa do Brasil e do Campeonato Canadense
- b. ^ Jogos da Copa Sul-Americana e Copa Libertadores da América
- c. ^ Jogos do Campeonato Paulista

### Seleção Venezuelana
Abaixo estão listados todos jogos e gols do futebolista pela Seleção Venezuelana, desde as categorias de base. Abaixo da tabela, clique em expandir para ver a lista detalhada dos jogos de acordo com a categoria selecionada.

#### Sub-20
| Ano   |       |      |         |       |
| Ano   | Jogos | Gols | Assist. | Média |
| ----- | ----- | ---- | ------- | ----- |
| 2016  | 8     | 2    | 2       | 0,25  |
| 2017  | 18    | 4    | 4       | 0,22  |
| Total | 26    | 6    | 6       | 0,37  |

|    | Data                  | Local                      | Resultado | Adversário | Gol(s) | Competição                |
| -- | --------------------- | -------------------------- | --------- | ---------- | ------ | ------------------------- |
| 1. | 19 de janeiro de 2017 | Olímpico de Ibarra, Ibarra | 0–0       | Uruguai    | 0      | Sul-Americano Sub-20 2017 |
| 2. | 23 de janeiro de 2017 | Olímpico de Ibarra, Ibarra | 1–1       | Peru       | 0      | Sul-Americano Sub-20 2017 |

#### Sub-23 (Olímpica)
| Ano   |       |      |         |       |
| Ano   | Jogos | Gols | Assist. | Média |
| ----- | ----- | ---- | ------- | ----- |
| 2020  | 4     | 2    | 0       | 0,5   |
| Total | 4     | 2    | 0       | 0,5   |

#### Principal
| Ano   | Jogos | Gols |
| ----- | ----- | ---- |
| 2016  | 3     | 0    |
| 2017  | 3     | 0    |
| 2018  | 0     | 0    |
| 2019  | 9     | 1    |
| 2020  | 3     | 0    |
| 2021  | 5     | 1    |
| 2022  | 7     | 0    |
| 2023  | 8     | 2    |
| 2024  | 9     | 0    |
| 2025  | 5     | 0    |
| Total | 52    | 4    |

|    | Data                   | Local                       | Resultado | Adversário | Gol(s) | Competição               |
| -- | ---------------------- | --------------------------- | --------- | ---------- | ------ | ------------------------ |
| 1. | 3 de fevereiro de 2016 | Agustín Tovar, Barinas      | 1–0       | Costa Rica | 0      | Amistoso                 |
| 2. | 1 de setembro de 2016  | Metropolitano, Barranquilla | 0–2       | Colômbia   | 0      | Elim. Copa do Mundo 2018 |
| 3. | 15 de novembro de 2016 | Olímpico Atahualpa, Quito   | 0–3       | Equador    | 0      | Elim. Copa do Mundo 2018 |

## Títulos
Zamora
- Torneio Clausura: 2014
- Torneio Apertura: 2016
- Campeonato Venezuelano: 2016

Grêmio
- Campeonato Gaúcho: 2024

### Prêmios individuais
- Seleção do Campeonato Paulista: 2020
- Seleção da Copa Libertadores da América: 2020[42]
- Seleção ideal da América do Sul pelo jornal El País: 2020[43]
- Troféu Mesa Redonda de Melhor Segundo Atacante: 2020